# Диоксидифторонептунат калия
Диоксидифторонептунат калия — неорганическое соединение,
комплексная оксосоль калия, нептуния и плавиковой кислоты
с формулой K[NpO2F2],
кристаллы.

## Физические свойства
Диоксидифторонептунат калия образует кристаллы
тригональной сингонии,

параметры ячейки a = 0,680 нм, α = 36,32°.